# 정의기억재단
정의기억재단은 일본군 위안부 문제의 해결을 위해 설립된 재단법인이다. 풀네임은 일본군성노예제 문제해결을 위한 정의기억재단이다. 2015년 한·일 일본군 위안부 협상 타결에 반대하여 10억엔을 돌려주자는 운동을 전개했다. 2018년 한국정신대문제대책협의회와 통합하여 일본군성노예제 문제해결을 위한 정의기억연대가 되었다.

## 같이 보기
- 2015년 한·일 일본군 위안부 협상 타결
- 화해치유재단
- 일본군성노예제 문제해결을 위한 정의기억연대
- 한국정신대문제대책협의회